# Cretone
Cretone Róma metropoliszában Palombara Sabina önkormányzatának egy része. A Római Birodalom idején Creto volt a neve.

## Leírása
Területét nagyrészt mezőgazdasági földek és erdők borítják. A város ókori eredetét számos régészeti lelet dokumentálja. Cretone városa egy erdős konglomerátum dombot foglal el, amelynek tetején a középkori város áll. A Cretone-hegy a Cerreto-Quirani széles esplanádja felé néz, amely jóval alacsonyabb, és enyhe hullámzások veszik körül, amelyek azonos konglomerátum összetételűek. A síkságot a Lucretili-hegység nyugati oldaláról érkező két patak alkotta a völgyek feltöltésével. A Grottoline-Molaccia árka mentén érdekesnek bizonyult a város nekropolisza. Az egyetlen tudományos ásatás 1983-ból származik, amikor Lazio régészeti felügyelősége feltárt egy csoport gödörtemetkezést, amelyek a 7-6. századra datálhatók.
A 13. századra nyúlik vissza a vár építése, amelynek falaiba a középkori falu kerámiatöredékei kerültek. Lehetséges, hogy az archaikus korban lakott terület a fennsíktól a domb északi vége felé terjedt, amelyet a Piazza delle Carrette huszadik századi épületbővítése fed le; a domb elszigetelte magát egy árokkal a szűk keresztmetszetben, amely a Tre Colli déli csoportjához köti.
Védőszentje Lucaniai Szent Vitus vértanú, akit június 15-én ünnepelnek. Július második felében van az őszibarackbúcsú nevű népszerű fesztivál, amelyet a hely egyik jellegzetes gyümölcsének szentelnek, szeptember elején pedig a Liberamente'" kulturális egyesület szervezésében a „du ciammellocco” „ősi édes és sós” fesztivál – amelyet egykor a szegények kenyerének tartottak.
Területén DOP minősítésű extra szűz olívaolajat állítanak elő.

## Fordítás
Ez a szócikk részben vagy egészben  a   Cretone című olasz Wikipédia-szócikk ezen változatának fordításán alapul.  Az eredeti cikk szerkesztőit annak laptörténete sorolja fel. Ez a jelzés csupán a megfogalmazás eredetét és a szerzői jogokat jelzi, nem szolgál a cikkben szereplő információk forrásmegjelöléseként.